# Аладьина, Елизавета Васильевна
Елизавета Васильевна Аладьина (1810 — после 1867) — русская мемуаристка, автор воспоминаний. Вторая жена Е. В. Аладьина.

## Биография
Дочь бедного чиновника. После переезда семьи в Петербург, по ходатайству влиятельного родственника, в возрасте девяти лет была зачислена в институт благородных девиц, который окончила в 17 лет и о котором впоследствии оставила «Воспоминания институтки» (СПб., 1834; за подписью Ел. Ал.). Воспоминания содержат любопытные сведения о бытовой стороне жизни воспитанниц, а также описание петербургского наводнения 1824 года. В 1838 году вышел сборник «Сочинения Е. В. А…й», включивший девять стихотворений и прозаический отрывок «Первое плавание». Состояла членом Литературного фонда.